# Anisodes tharossa
Anisodes tharossa är en fjärilsart som beskrevs av Druce 1899. Anisodes tharossa ingår i släktet Anisodes och familjen mätare. Inga underarter finns listade i Catalogue of Life.